# لوكهيد سي-130 هيركوليز
لوكهيد سي-130 هيركوليز (بالإنجليزية: Lockheed C-130 Hercules)‏ هو طراز من الطائرات يحمل في العادة قوات العمليات الخاصة للقفز بالمظلات من ارتفاعات منخفضة أو الهبوط للقيام بأعمال هجومية في عمق الأراضي المعادية، وكذلك لأغراض الشحن والدعم الجوي. الطائرة أمريكية المنشأ.

## التصميم
خلال الحرب الكورية التي بدأت في يونيو 1950 تبين للقيادة الأمريكية حاجتها لتحديث اسطول النقل الجوي الذي يعود إلى الحرب العالمية الثانية. وبناء على ذلك طلب سلاح الجو الأمريكي في 2 فبراير 1951 المتطلبات اللازمة لتصميم طائرة نقل جديدة حيث وضعت الشروط لشركات صناعة الطائرات الأمريكية على أن تستطيع الطائرة نقل 94 راكبا و72 من الجنود مع تجهيزاتهم. في عام 1952، اختار سلاح الجو مشروع شركة لوكهيد الذي أطلق عليه الاسم YC - 130A وبنى نموذجين. في 23 أغسطس، 1954، في أول رحلة تجري في بوربانك، كاليفورنيا ومن 9 ديسمبر 1956، دخلت هيركوليس سي - 130إيه الخدمة في القوات الجوية الأمريكية.
وتم تسليم ما مجموعة 500 طائرة حتى مارس 1978. وحتى الآن، قدمت شركة لوكهيد هيركوليز للجيش الامريكى 998 طائرة و433 لحكومات أجنبية و69 طائرة من طراز L.100 من الطراز المدني سلمت لشركات مدنية. ومجموع ساعات الطيران هذه الطائرة تتعدى ال 12 مليون ساعة طيران.

## التدخلات في العالم
استخدمت الطائرة في معظم العمليات الحربية منذ عام 1960 من قبل الكثير من الجيوش. ومنها حرب فيتنام، وحرب جزر الفوكلاند، والحروب العربية الإسرائيلية، وحرب الخليج، وحرب البوسنا أيضا وقد استخدمتها إسرائيل خلال عملية تحرير الرهائن الشهيرة عنتيبي عام 1976 هذا وقد حصلت فرنسا على أربعة عشر طائرة سي - 130 اتش بين عامي 1987 و1997 لتعزيز أسطولها الجوي. في 2 / 61 سرب فرانش كومته في القاعدة الجوية 123 Bricy اورليانز، وقام سلاح الجو الفرنسي باستخدام سي - 130 اتش لنقل القوات الفرنسية (وحدات من المظليين وفيلق مشاة البحرية الخارجية) خلال الحرب في البوسنة، لعمليات النقل من قاعدة نيو أورليانز في سبليت إلى زغرب وسراييفو. وكان المطار في قاعدة أورليانز أيضا واحد من المطارات حيث كان يتم التدريب المسمى «الهبوط في سراييفو» حيث استحدثت طريقة هبوط على شكل النزول من خلال زاوية عالية الارتفاع وبدرجة حبوط حاده لتكون الطائرة أقل عرضة لنيران المضادات خلال الهبوط. واستخدمت أيضا سي - 130 اتش الفرنسية خلال الأزمة في تيمور الشرقية، وكذلك بشكل أكثر انتظاما في أفريقيا (كوت ديفوار وجمهورية الكونغو الديمقراطية)

## المستخدمون

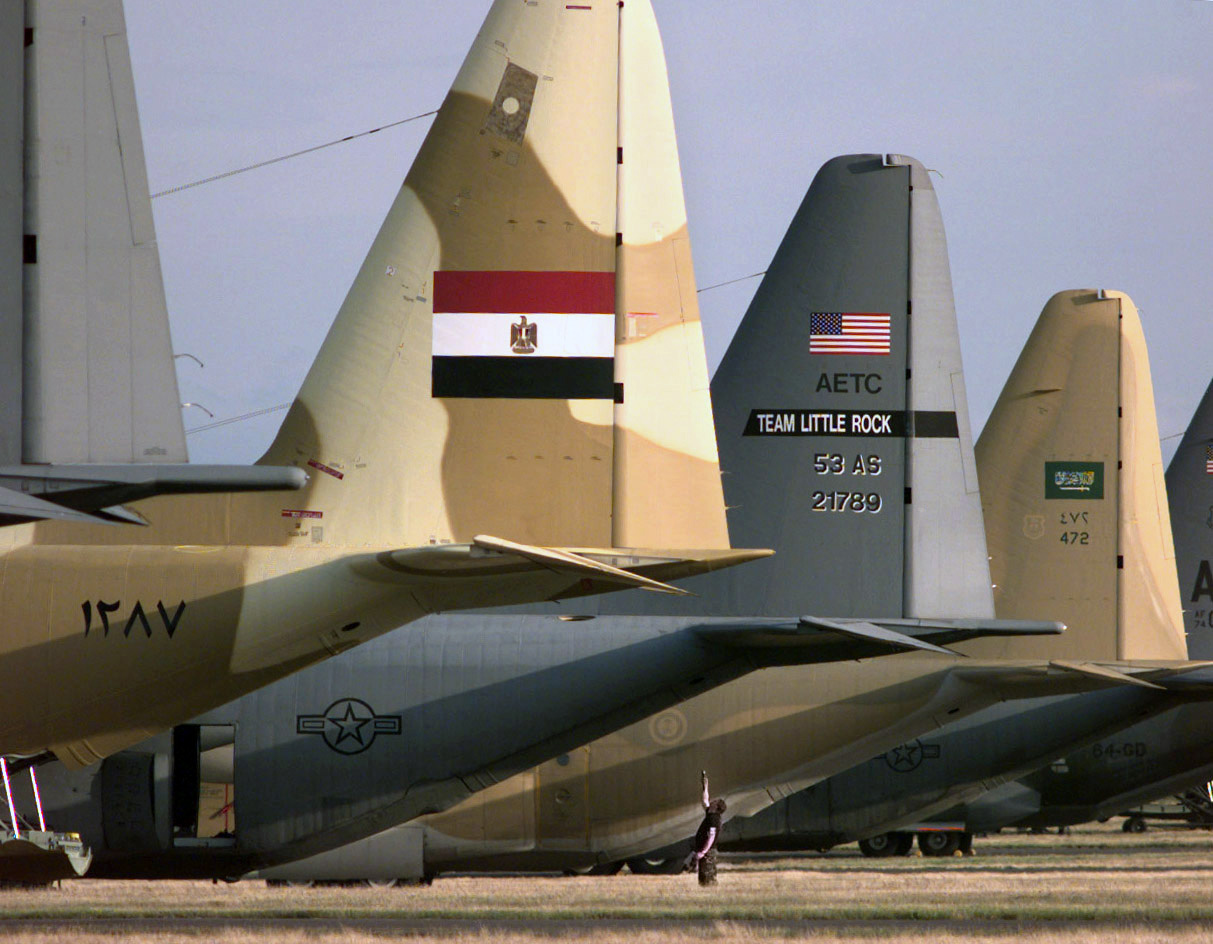
ثلاث طائرات سي-130 هيركوليز تابعة للقوات الجوية المصرية والأمريكية والسعودية.

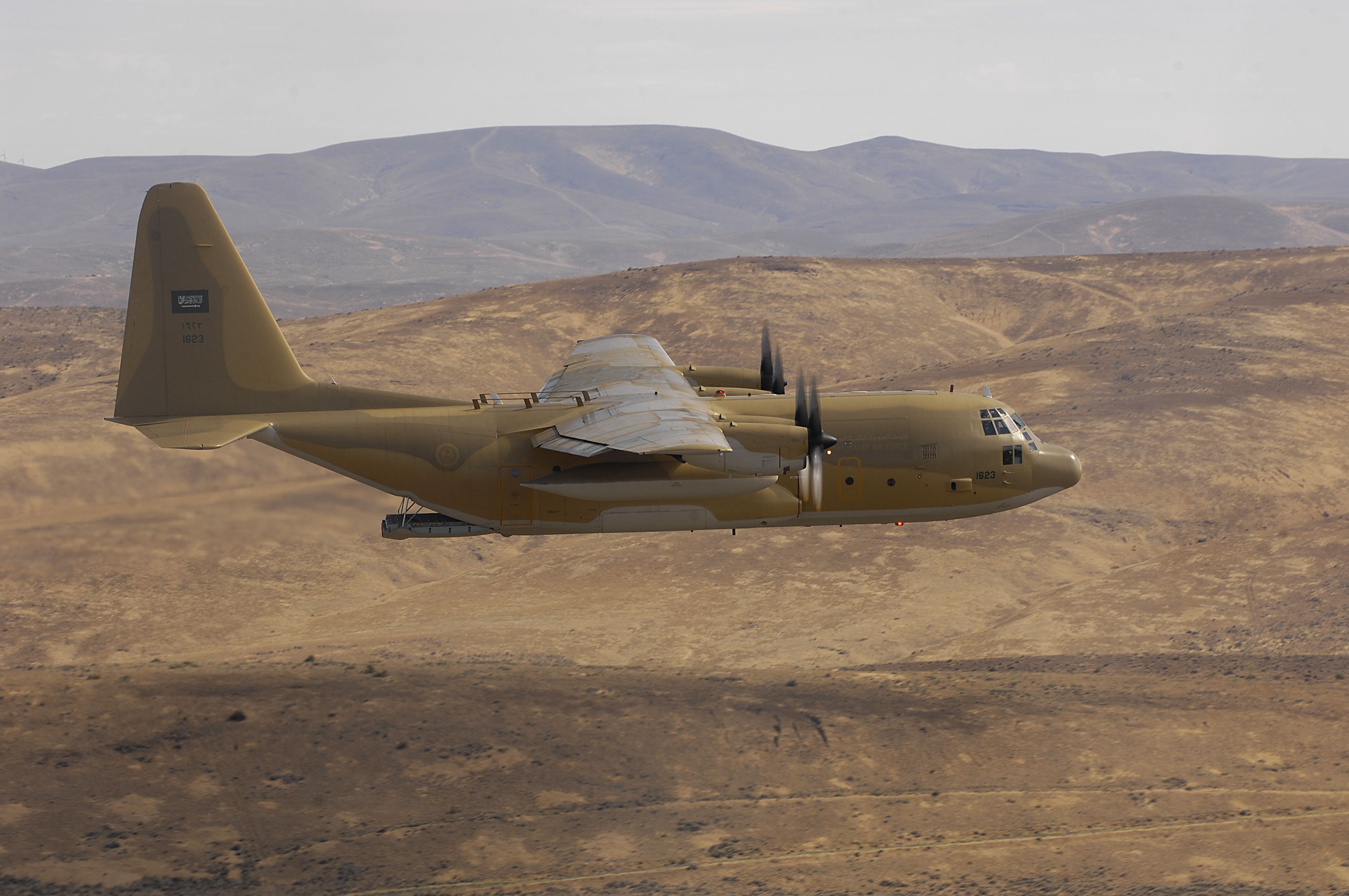
طائرة سي-130 هيركوليز تابعة للقوات الجوية الملكية السعودية وهي تقوم بعملية انزال

المستخدمين الحاليين بالأزرق الفاتح

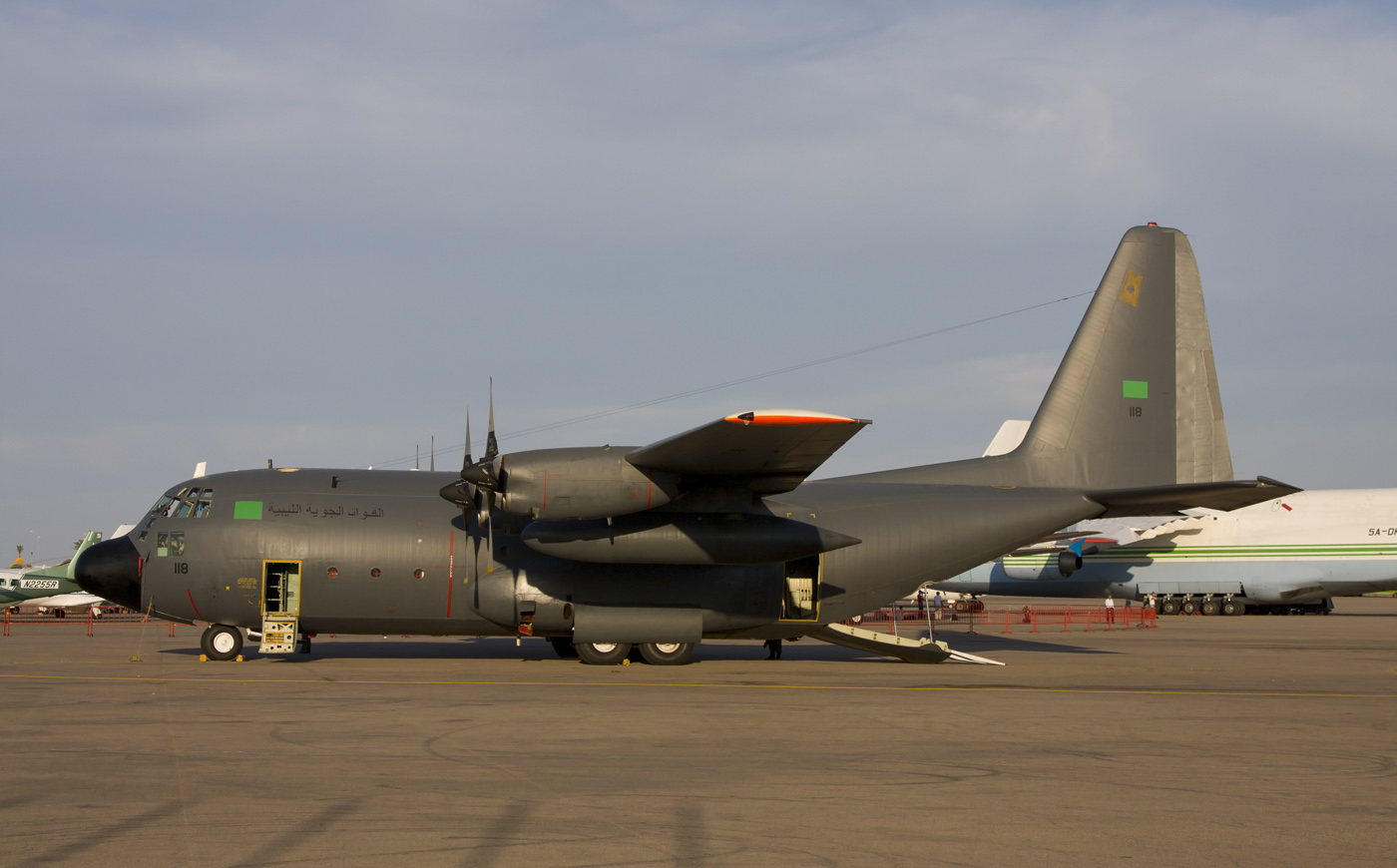
القوات الجوية الليبية

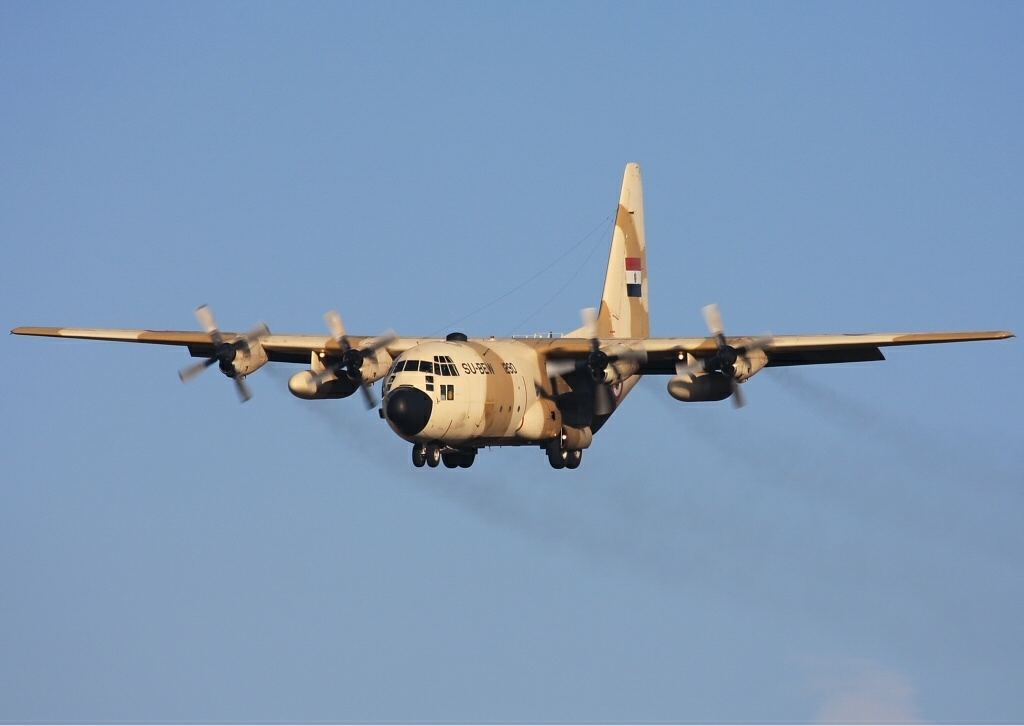
سي-130 هيركوليز تابعة للقوات الجوية المصرية.

- أفغانستان
- الجزائر
- أنغولا
- الأرجنتين
- أستراليا
- النمسا
- بنغلاديش
- بلجيكا
- بوليفيا
- بوتسوانا
- البرازيل
- الكاميرون
- كندا
- تشاد
- تشيلي
- جمهورية الصين (تايوان)
- كولومبيا
- الدنمارك
- الإكوادور
- مصر
- إرتريا
- إثيوبيا
- فرنسا
- الغابون
- اليونان
- هندوراس
- المجر
- الهند
- إندونيسيا
- إيران
- العراق
- إسرائيل
- إيطاليا
- اليابان
- الأردن
- الكويت
- ليبيريا
- ليبيا
- ماليزيا
- المكسيك
- المغرب
- هولندا
- نيوزيلندا
- النيجر
- نيجيريا
- النرويج
- عُمان
- باكستان
- بيرو
- الفلبين
- بولندا
- البرتغال
- رومانيا
- السعودية
- سنغافورة
- جنوب إفريقيا
- كوريا الجنوبية
- إسبانيا
- سريلانكا
- السودان
- السويد
- تايلاند
- تونس
- تركيا
- الإمارات العربية المتحدة
- المملكة المتحدة
- الولايات المتحدة
- الأوروغواي
- فنزويلا
- فيتنام الجنوبية
- اليمن
- زامبيا
- قطر